# Tenuitellita
Tenuitellita es un género de foraminífero planctónico de la familia Candeinidae, de la superfamilia Globorotalioidea, del suborden Globigerinina y del orden Globigerinida. Su especie tipo es Globigerina iota. Su rango cronoestratigráfico abarca desde el Pleistoceno hasta la Actualidad.

## Descripción
Tenuitellita incluía especies con conchas trocoespiraladas, de trocospira baja o plana, y de forma discoidal-globular; sus cámaras eran subesféricas a ovaladas; sus suturas intercamerales eran rectas o curvas, e incididas; su contorno ecuatorial era lobulado, y subredondeado; su periferia era redondeada; su ombligo era pequeño y estrecho; su abertura principal era interiomarginal, umbilical-extraumbilical, y protegida con una bulla, la cual presenta aberturas situadas sobre las suturas intercamerales; presentaban pared calcítica hialina, microperforada, y superficie lisa o pustulada.

## Discusión
Clasificaciones posteriores han incluido Tenuitellita en la familia Tenuitellidae. Tenuitellita es un género considerado válido a pesar de que su especie tipo fue la misma seleccionada previamente para otro género, Parkerina. Sin embargo, Parkerina fue considerado nomen nudum e invalidado de acuerdo al Art. 13 del ICZN al no ser originalmente descrito, tan sólo su especie tipo.

## Ecología y Paleoecología
Tenuitellita incluía especies con un modo de vida planctónico, de distribución latitudinal subtropical a templado, y habitantes pelágicos de aguas intermedias e profundas (medio mesopelágico a batipelágico superior), en la zona de mínima oxigenación.

## Clasificación
Tenuitellita incluye a la siguiente especie:
- Tenuitellita iota